# Вулиця Івана Огієнка (Київ)
Ву́лиця Іва́на Огі́єнка — вулиця в Солом'янському районі міста Києва, місцевості Солом'янка, Залізнична колонія. Пролягає від проспекту Повітряних Сил до вулиці Георгія Кірпи.
Прилучаються вулиці Брюллова (двічі), Архітектора Кобелєва, Січеславська і Стадіонний провулок.

## Історія
Вулиця виникла на початку XX століття. Спочатку складалася з двох частин — 3-Б Лінії та 3-В Лінії. З 1955 року набула назву Ігорзька (Ігарська). 
З 1962 року — вулиця Миколи Лукашевича, на честь київського робітника, учасника Січневого повстання 1918 року Миколи Лукашевича.
Сучасна назва на честь Івана Огієнка, українського науковця, політичного, громадського і церковного діяча — з 2015 року.

## Установи та заклади
- Державний університет інфраструктури та технологій (буд. 19)
- Торговельний центр «Європорт» (буд. № 15а)

## Зображення

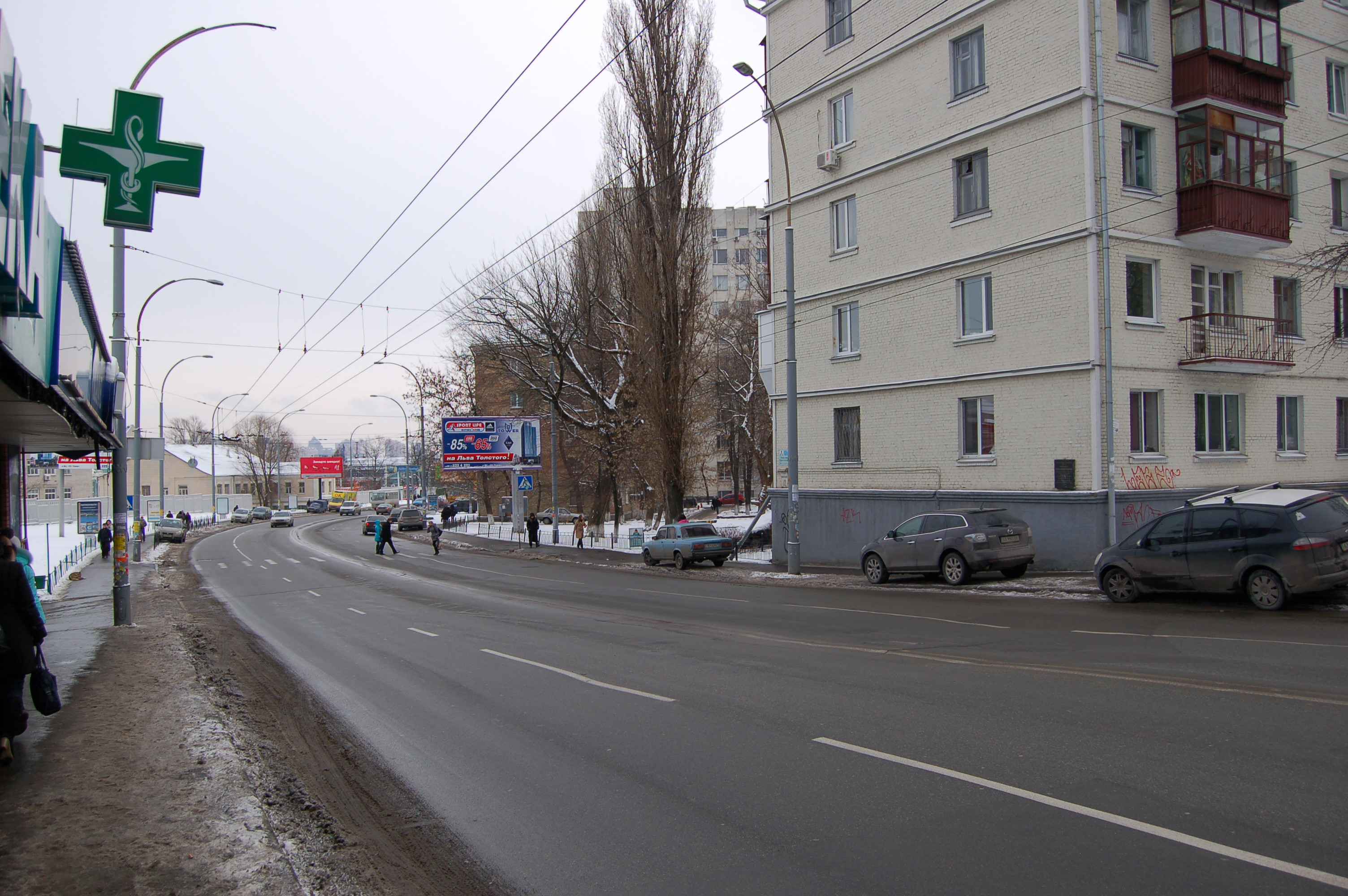
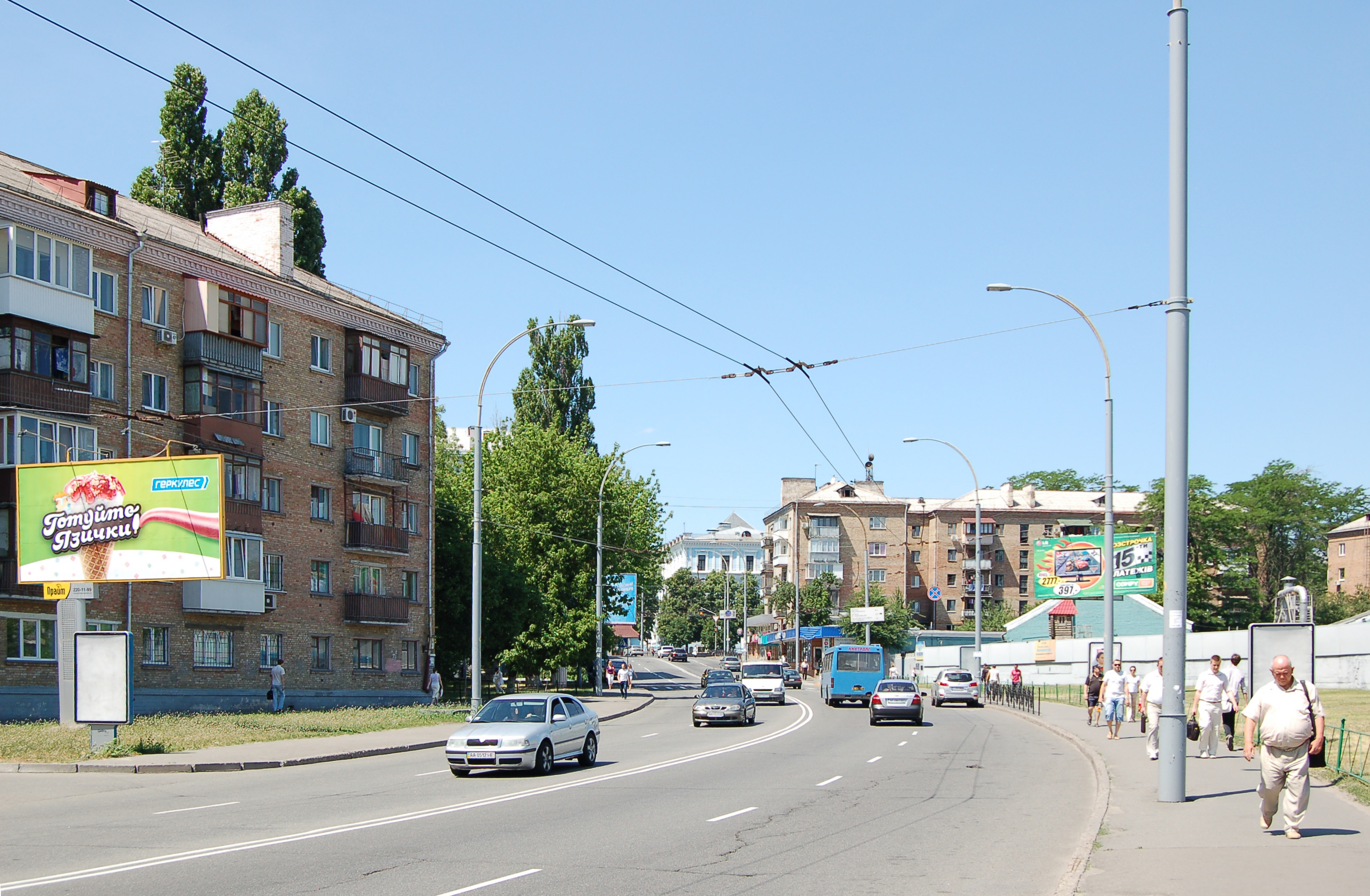

## Меморіальні та анотаційні дошки

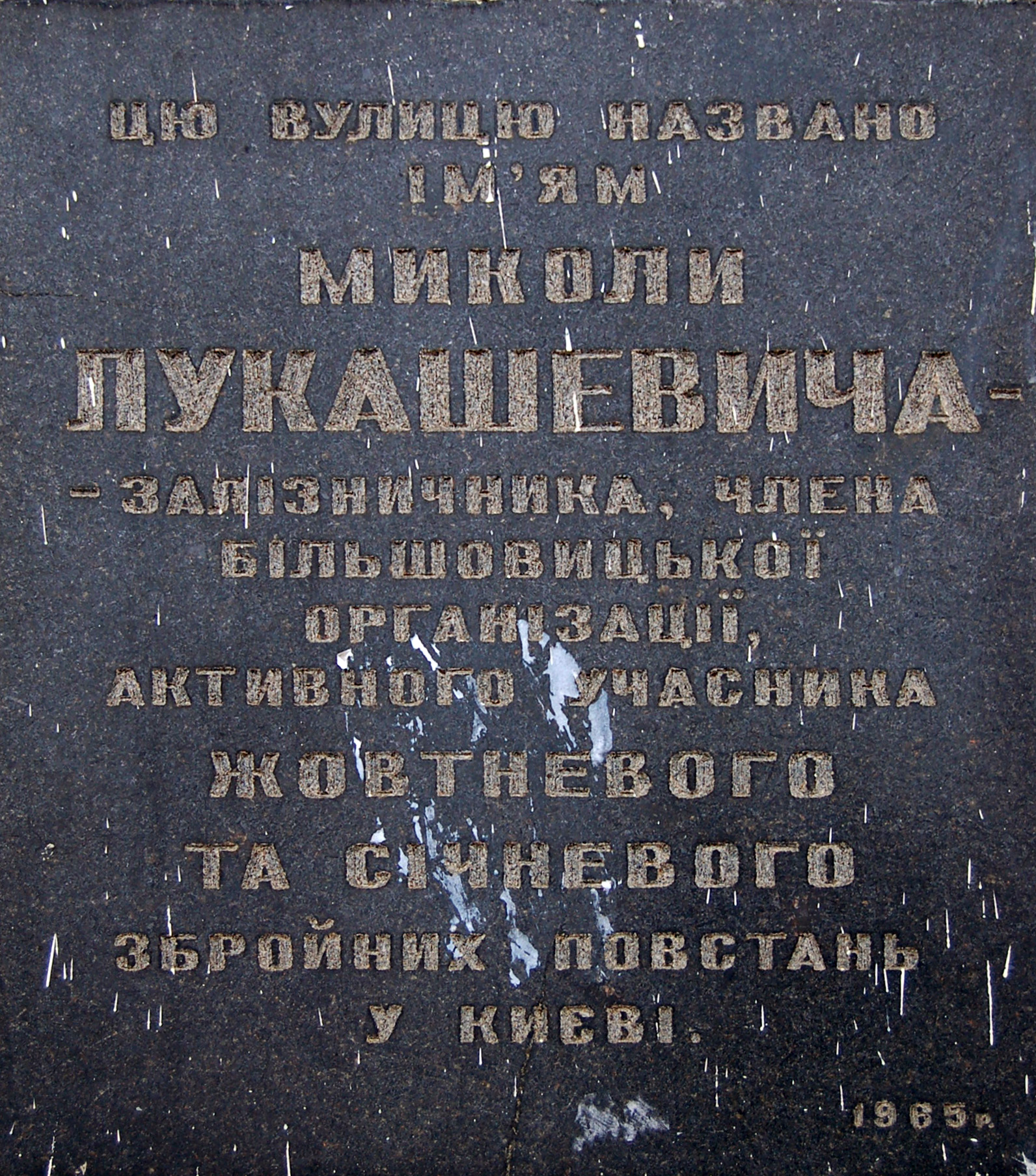
Анотаційна дошка з колишньою назвою вулиці (вул. Івана Огієнка, 17, демонтовано 2016 року)
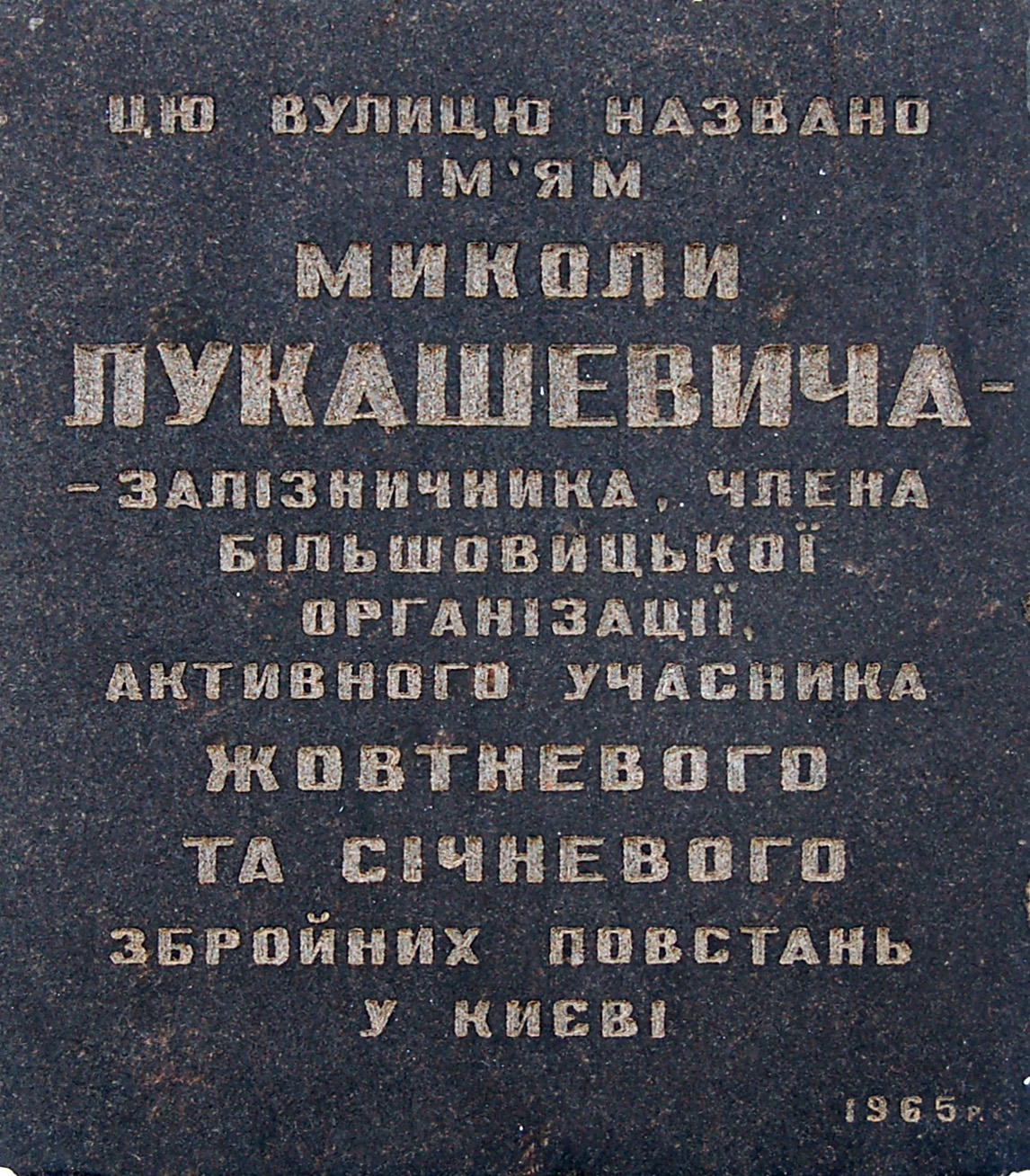
Анотаційна дошка з колишньою назвою вулиці (вул. Брюллова, 12, демонтовано 2016 року)